# Archivio internazionale bahai

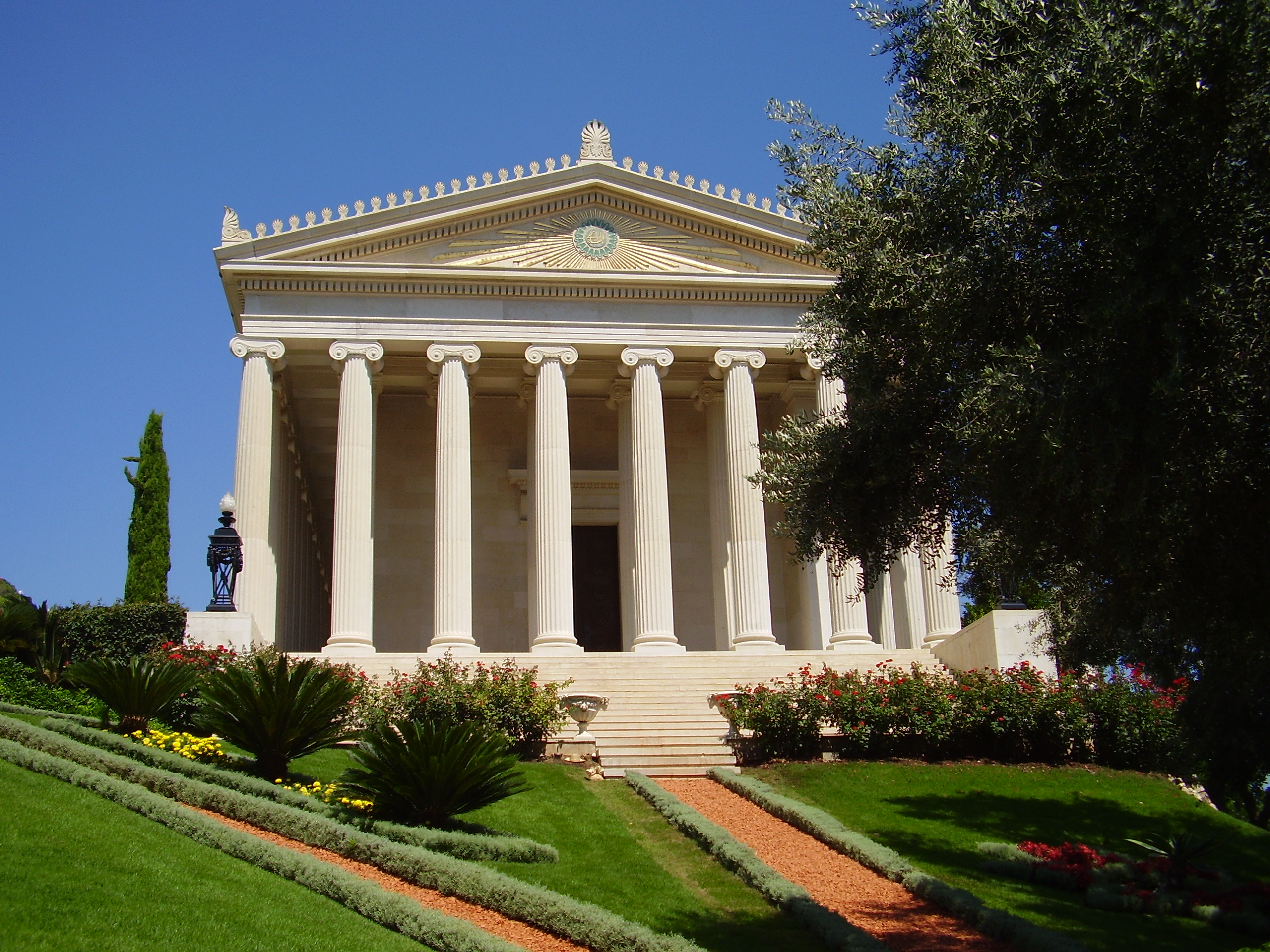
Archivio internazionale bahai

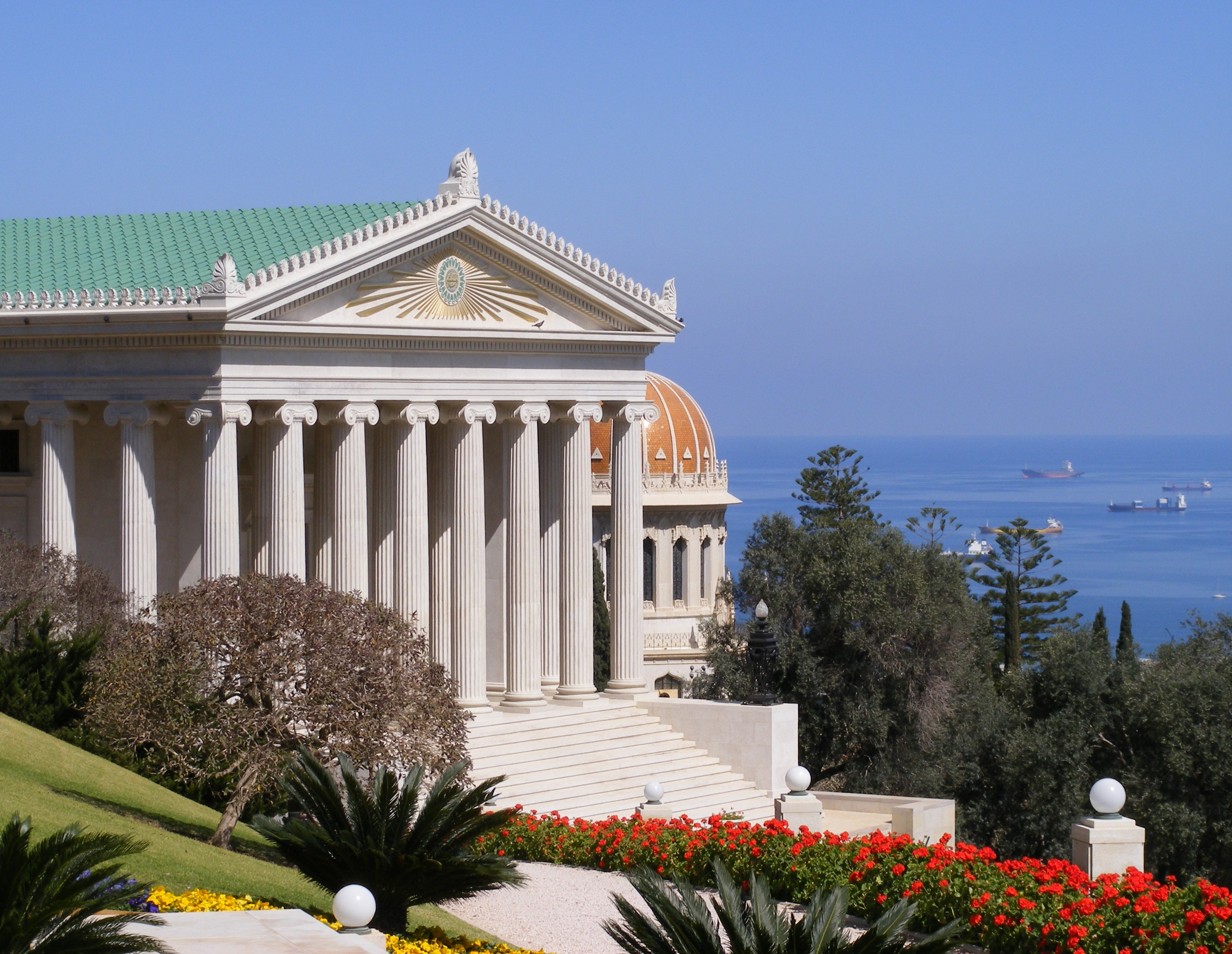
L'Archivio internazionale bahai davanti al mausoleo del Báb

L'Archivio internazionale bahá'í fu il primo importante edificio ad essere costruito nell'Arco Bahá'í a Haifa, in Israele: contiene, fra l'altro, dei ricordi sacri e rari legati alla storia della Religione bahá'í.
Contiene, infatti, una fotografia di Bahá'u'lláh compresi disegni e quadri che raffigurano il Báb e Bahá'u'lláh; oltre ad oggetti a loro appartenuti.
Queste 'reliquie' sono oggetto di cura e di rispetto da parte dei Bahá'í, che preferiscono visitarle in un'atmosfera di raccoglimento, evocando il valore spirituale ad esse implicito, piuttosto che in altri posti, tipo internet, dove possono esser visibili, anzi ritengono frivola e blasfema l'esposizione di tali foto al di fuori dell'Archivio internazionale, o di occasioni specialissime autorizzate dalla Casa Universale di Giustizia, anche se a titolo informativo.
Shoghi Effendi, a partire dalla fine degli anni '40 iniziò a sviluppare il Centro Mondiale bahá'í, completando la sovrastruttura al mausoleo del Báb e costruendo l'edificio dell'Archivio Internazionale bahá'í, con l'abbellimento dei giardini di Bahji, ad Acri, dove è presente la sepoltura di Bahá'u'lláh. Per l'Archivio scelse uno stile neoclassico ispirato al Partenone di Atene.
Questa scelta di Shoghi Effendi si basò sulla bellezza classica del Partenone che aveva sfidato i secoli.
I capitelli delle cinquanta colonne sono di tipo ionico piuttosto che dorico.
L'Archivio fu completato nel 1957; Shoghi Effendi, tuttavia, non visse abbastanza per curarne gli interni, che furono completati da Rúhíyyih Khanum, sua moglie.
Precedentemente alla costruzione dell'Archivio furono utilizzati temporaneamente, come archivio, alcuni locali del mausoleo del Báb e i locali del Dipartimento per i Luoghi Sacri.